# Porzana bicolor
Porzana bicolor е вид птица от семейство Дърдавцови (Rallidae).

## Разпространение
Видът е разпространен в Бангладеш, Бутан, Китай, Индия, Лаос, Мианмар, Непал, Тайланд и Виетнам.